# غوردون سميث (لاعب هوكي الجليد)
غوردون سميث (بالإنجليزية: Gordon Smith)‏ هو لاعب هوكي الجليد أمريكي، ولد في 14 فبراير 1908 في وينتشتر ‏ في الولايات المتحدة، وتوفي في 22 أكتوبر 1999 في بوسطن في الولايات المتحدة.

## وصلات خارجية
- غوردون سميث على موقع EliteProspects.com (الإنجليزية)
- غوردون سميث على موقع Eurohockey.com (الإنجليزية)
- غوردون سميث على موقع اللجنة الأولمبية الدولية (الإنجليزية)
- غوردون سميث على موقع أوليمبيديا (الإنجليزية)